# Ботвинино (Московская область)
Ботвинино — деревня в Чеховском районе Московской области, в составе муниципального образования сельское поселение Любучанское (до 29 ноября 2006 года входила в состав Любучанского сельского округа).

## Население
| 2002 | 2006 | 2010 |
| ---- | ---- | ---- |
| 16   | →16  | ↘4   |

## География
Ботвинино расположено примерно в 19 км (по шоссе) на северо-восток от Чехова, на безымянном правом притоке реки Рожайка (правый приток реки Пахры), высота центра деревни над уровнем моря — 167 м.